# 하다노정
하다노정(일본어: 秦野町)은 일본 가나가와현 나카군에 있던 정이다. 현재의 하다노시에 해당한다.
1955년에 미나미하다노정,기타하다노촌,히가시노하다노촌과 합병해 하다노시가 되었다.

## 역사
- 1889년 4월 1일 - 정촌제 시행에 의해 오스미군 하다노정이 성립하였다.
- 1896년 4월 1일  - 군 통합에 의해 유루기군과 합병해, 나카군 하다노정이 되었다.
- 1955년 1월 1일 - 합병에 의해 하다노시가 되어, 동일 나카군에서 이탈하였다.

## 전기산업
1910년 1월, 도쿄시의 고모리 도쿠하치(小森徳八) 등에 의해 하타노 전기 합자회사가 설립되어 오다와라 전기 철도의 후신인 하코네 등산 철도로부터 전력을 공급받는 형태로 전력 사업이 시작되었고, 1916년 6월, 경영권 인수를 통해 전력 사업은 마을 경영으로 전환되었다. 1942년 11월 16일, 간토배전주식회사의 후신인 도쿄전력으로부터 출자 설비 가격에 해당하는 주식(액면가 50엔의 보통주 9269주와 16엔의 현금)을 발행받아, 마을 전기 사업은 종료되었다

## 참고 문헌
- 角川日本地名大辞典編纂委員会,『角川日本地名大辞典 神奈川県』1984, 角川書店